# Didier Jacobée
 (décembre 2015).
Si vous disposez d'ouvrages ou d'articles de référence ou si vous connaissez des sites web de qualité traitant du thème abordé ici, merci de compléter l'article en donnant les références utiles à sa vérifiabilité et en les liant à la section « Notes et références ».
Didier Jacobée est un auteur français de jeux de société. Il était également le dirigeant de la maison d'édition de jeux de société Tilsit Éditions de 1997 à 2010. Il a créé en 2010 la maison d'édition Sweet November.

## Ludographie

### Seul auteur
- Stargate SG-1 : La vengeance d'Apophis, 2001, Tilsit Éditions

### AvecPhilippe des PallièresetPatrice Pillet
- Qui va faire la vaisselle ?, 1991, Abalone
- Dinosaurus, 1993, Jeux Nathan